# Sivaladapis
Sivaladapis es un género extinto de primates adapiformes. El género está representado por dos especies:
- Sivaladapis palaeindicus (Pilgrim, 1932) - Mioceno Medio, Formación Chinji, Pakistán.
- Sivaladapis nagrii Gingerich & Sahni, 1979† - Mioceno Superior, Formación Nagri, India.